# Österreichischer Bauherrenpreis 2002
Mit dem Österreichischen Bauherrenpreis der Zentralvereinigung der Architekten Österreichs wurden im Jahr 2002 die folgenden Projekte ausgezeichnet:
| Realisierung                             | Bauherr                                                                                      | Planer                                                                      |
| ---------------------------------------- | -------------------------------------------------------------------------------------------- | --------------------------------------------------------------------------- |
| Weingut Fred Loimer in Langenlois        | Fred Loimer                                                                                  | Andreas Burghardt                                                           |
| Kinderhaus ›In der Braike‹ in Bregenz    | Amt der Landeshauptstadt Bregenz, Baustadtrat Werner Reichart, Stadtbaumeister Bernhard Fink | Roland Gnaiger, Gerhard Gruber                                              |
| Wohn- und Bürohaus Wimbergergasse        | KALLCO Projekt Bauträger Ges.m.b.H. mit Winfried Kallinger                                   | Delugan Meissl                                                              |
| AHS Heustadelgasse Wien-Donaustadt       | BIG–Bundesimmobiliengesellschaft m.b.H., Dir. Gerhard Buresch, Prok. Peter Holzer            | henke und schreieck                                                         |
| Trevision Betriebsgebäude in Großhöflein | Firma Trevision mit Heinz Wikturna                                                           | Querkraft Architekten Jakob Dunkl, Gerd Erhartt, Peter Sapp, Michael Zinner |
| Aufbahrungskapelle in Batschuns          | Gemeinde Zwischenwasser mit Bürgermeister Josef Mathis und Bauamtsleiter Josef Kühne         | Marte.Marte Architekten                                                     |